# Clyde (Wisconsin)
Clyde è un comune degli Stati Uniti, situato in Wisconsin, nella Contea di Iowa.